# Hermann Kintrup
Hermann Heinrich Anton Kintrup, född 15 juni 1891 i Dortmund, död 12 april 1958 i Dortmund, var en tysk SS-Oberführer och överste inom polisen. Under andra världskriget innehade han höga poster inom Ordnungspolizei.

## Biografi
År 1914 anmälde sig Kintrup som krigsfrivillig och stred i första världskriget med Infanteriregemente Nr. 98 vid bland annat Somme och Verdun. Han dekorerades med Järnkorset av första klassen och Såradmärket i silver. Senare under kriget var han verksam som observatör vid flygvapnet.

### Andra världskriget
I början av andra världskriget var Kintrup chef för Schutzpolizei i Troppau. I maj 1942 utnämndes han till kommendör för Ordnungspolizei i distriktet Lublin i Generalguvernementet, som var den del av Polen som inte inkorporerades i Tyska riket utan ockuperades. Under Kintrups ämbetsperiod ägde Aktion Zamość rum. Under senare delen av kriget var Kintrup befälhavare för Ordnungspolizei i Operationszone Adriatisches Küstenland.

## Befordringshistorik
| Datum           | Tjänstegrad                      |
| --------------- | -------------------------------- |
| 20 juli 1921    | Hauptmann der Schutzpolizei      |
| 1 januari 1936  | Major der Schutzpolizei          |
| 20 juli 1941    | SS-Sturmbannführer               |
| 1 oktober 1941  | Oberstleutnant der Schutzpolizei |
| 5 oktober 1941  | SS-Obersturmbannführer           |
| 1 december 1943 | Oberst der Schutzpolizei         |
| 30 januari 1944 | SS-Standartenführer              |
| 30 januari 1945 | SS-Oberführer                    |